# Manuel López López
Manuel López López (Galícia, ? - Valdelatas, Madrid, 1941) fou un dirigent anarcosindicalista d'origen gallec.

## Biografia
En la dècada del 1920 treballà en la construcció i va formar part del grup anarquista de Madrid Los Libertos. Militant de la CNT, durant la guerra civil espanyola formà part del Comitè Regional d'Aragó de la CNT, i cap al setembre de 1937 fou arrestat per les forces d'Enrique Líster Forján en la seva ofensiva contra el Consell Regional de Defensa d'Aragó controlat pels comunistes llibertaris. Un cop alliberat, fou nomenat Secretari Regional del Centre i cap al 13 de març de 1938 signà un pacte d'unitat d'acció amb la UGT. Els darrers mesos de la guerra sou secretari del sotscomitè nacional de la CNT a València, així com del Consell general del Moviment Llibertari Espanyol, constituït a Madrid el 7 de març de 1939 amb Avelino Gonzalez Entrialgo, José Almela, José Grunfeld, Lorenzo Iñigo Granizo i Juan López Sánchez.
Detingut al port d'Alacant, va ser internat al camp d'Albatera i posat en llibertat gràcies als documents falsos facilitats per l'organització dirigida per Esteve Pallarols i Xirgu. A finals d'estiu de 1939 va tornar a Madrid per tal de reorganitzar la CNT i creà el Comitè de Relacions Anarquista (CRA) amb Sebastian Martínez del Hoyo, Progreso Martínez i els joves militants Eladio Hernández i Nicolás Sansegundo. Després de la caiguda a València d'Esteve Pallarols (novembre de 1939) fou nomenat Secretari General de la CNT clandestina. Tanmateix, la seva salut es va ressentir de la vida clandestina i fou ingressat al sanatori antituberculós de Valdelatas (Madrid), on va morir el gener de 1941.